# Велика подорож (фільм)
«Велика мандрівка» (англ. National Lampoon's Senior Trip) — американська пригодницька комедія 1995 року, режисер якої - Келлі Маккін. В головних ролях зіграли такі актори, як Метт Фрюер, Лоуренс Дейн,Томмі Чонг, Джеремі Реннер,Тара Стронг.

## Сюжет
Учні середньої школи Фейрмонт — старшокласники Марк «Дагз» д'Агастіно (Джеремі Реннер) і Реджі Беррі (Роб Мур) вирішують влаштувати вечірку в будинку директора школи Маса (Метт Фрюер) в його відсутність, запросивши туди весь клас. Дізнавшись про їх затії, директор Мас прибігає додому в самий розпал вечірки і накриває там всю чесну компанію. В покарання за цю витівку директор залишає весь клас після уроків для того щоб вони написали лист  президенту про те, що їх не влаштовує в сучасній  системі освіти. Лист береться писати Ліза Перкінс (Фіона Лоуи) — відмінниця, найрозумніша дівчина в класі.
Лист доходить до президента і він, вражений глибиною думки листа, запрошує їхній клас у Вашингтон для підтримки своєї освітньої програми. Щоб передати запрошення, в школу приїжджає  сенатор Лерман (Лоуренс Дейн). В ході бесіди з учнями він з'ясовує, що лист написано однією з учениць, а всі решта — не такі вже й обдаровані діти, і розуміє, що їх приїзд в  Вашингтон зганьбить президента і його програму. Вирішивши скористатися ситуацією для просування власного «Білля про освіту», Лерман, погрожуючи директору Масу, доручає йому доставити саме цей клас в Вашингтон.
У призначений день до школи під'їжджає жовтий автобус, який повинен доставити їх до Вашингтона. Супроводжує клас сам директор Мас і вчителька міс Мілфорд ( Валері Махаффі). Реджі дізнається у водія автобуса, колись відомого курця марихуани — Реда (Томмі Чонг) — «Короля косяків». Поїздка розпочалася.
Слідом за автобусом їде на своїй машині, в компанії з гумовою жінкою, дивакуватий фанат серіалу «Star trek» — Тревіс Ліндсей ( Кевін Макдональд), який в пориві параноїдальних фантазій приймає компанію, яка вирушила в шкільному автобусі, за своїх «космічних» ворогів.
Під час планової зупинки автобуса біля придорожнього магазину, учні закривають в туалеті директора, а самі тим часом крадуть з магазину пляшки і навіть коробки з алкогольними напоями і ховають все в автобусі. Ближче до ночі Ред дає Масу таблетку  транквілізатора, видаючи її за таблетку від нудоти в автобусі. Мас засинає і починається пиятика. Одна з учениць — Карла Морган (Тара Стронг) розфарбовує байдужому Масу  губи, очі, надягає на вуха кліпси. Незабаром всі напиваються і засинають.Прокинувшись вранці, міс Мілфорд бачить, що Ред мертвий (не розрахував наркотичну дозу), а автобус мчить без управління. Міс Мілфорд піднімає паніку, Дагз ледь встигає зупинити автобус, що їде в річку.
Добравшись до Вашингтона, клас розташовується в готелі. 
Під враженням від поїздки відмінниця Ліза Перкінс вирішує змінити свій «правильний» спосіб життя. Діставши ключ від номера «люкс». Вранці вона випадково виявляє в номері секретну папку сенатора Лермана, де викладено його підступний план по дискредитації президента. Дізнавшись про це, директор Мас обурюється поведінці Лермана, щодо  відмови їхати на зустріч до президента. Лерман пішов впіймавши облизня, сказавши що на своїй кар'єрі Мас може поставити хрест. Але в ліфті готелю Лерман зустрічає розумово відсталого учня класу — товстуна Міоскі (Ерік Едвардс) і бере його з собою на зустріч до президента, підпоюючи його по дорозі. На зустрічі з президентом, де зібралися преса і телебачення, Міоскі не може зв'язати й двох слів. Тут в конферен-залу забігає весь клас на чолі з директором Массом. Учні викривають план Лермана і розповідають про розгубленость свого покоління і необхідності реформування системи освіти. У залі нависає тиша. Хлопці збираються йти, але президент починає аплодувати і ось уже весь зал аплодує учням школи Фейрмонт. Далі розповідається про те, як склалася подальша доля героїв фільму.

## У ролях
| Актори           | Роль у фільмі          |                 |
| Метт Фрюер       | директор Тодд Мас      | Головна роль    |
| Валері Махаффей  | міс Трейсі Мілфорд     | Другорядна роль |
| Лоуренс Дейн     | сенатор Джон Лерман    | Головна роль    |
| Томмі Чонг       | Ред                    | Головна роль    |
| Джеремі Реннер   | Марк «Дагс» д'Агастіно | Головна роль    |
| Роб Мур          | Реджі Беррі            | Другорядна роль |
| Ерік Едвардс     | Міоскі                 | Другорядна роль |
| Кевін Макдональд | Тревіс Ліндсі          | Другорядна роль |
| Майкл Блейк      | Герберт Джонс          | Другорядна роль |
| Тара Стронг      | Карла Морган           | Головна роль    |
| Ніколь де Бур    | Мег Сміт               | Другорядна роль |
| Серджо Де Зіо    | Стів Ніссер            | Другорядна роль |
| Фіона Лоуі       | Ліза Перкінс           | Другорядна роль |
| Кетрін Роуз      | Ванда Бейкер           | Другорядна роль |
| Денні Сміт       | Баррі «Вірус» Кеммер   | Другорядна роль |

## Цікаві факти
- Слоган фільму "Four score and seven beers ago … They came. They saw. They passed out. "
- Також назву фільму була перекладено як «Велика мандрівка дорослих бовдурів» (переклад Ю. Сербіна).